# Aspalathus acicularis
Aspalathus acicularis är en ärtväxtart som beskrevs av Ernst Meyer. Aspalathus acicularis ingår i släktet Aspalathus och familjen ärtväxter.

## Underarter
Arten delas in i följande underarter:
- A. a. acicularis
- A. a. planifolia